# 阿雷納萊斯峰

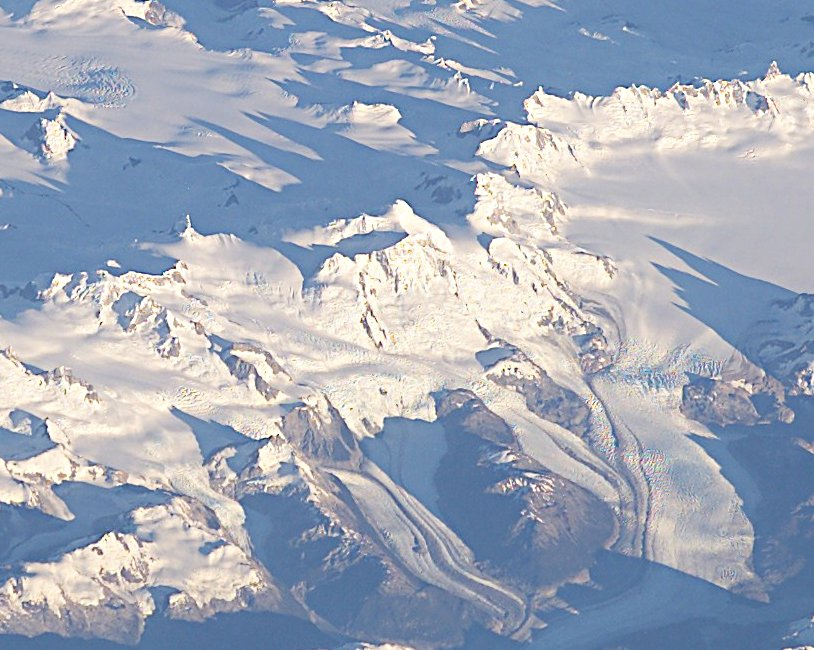

阿雷納萊斯峰是智利的火山，位於該國南部伊瓦涅斯將軍艾森大區，屬於安第斯山脈的一部分，海拔高度3,437米，最近一次火山噴發在1979年發生，人類在1958年首次成功登頂。

## 外部連結
- "Cerro Arenales, Chile" on Peakbagger （页面存档备份，存于）